# Joseph Schillinger

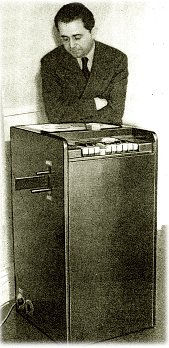
Joseph Schillinger neben einem Rhythmicon

Joseph Moissejewitsch Schillinger (russisch Иосиф Моисеевич Шилингер; * 20. Augustjul. / 1. September 1895greg. (nach anderen Angaben: 19. Augustjul. / 31. August 1895greg.) in Charkiw, damals Russisches Kaiserreich; † 23. März 1943 in New York City) war ein Komponist, Musiktheoretiker und Lehrer. Auf ihn geht das Schillinger-System der Kompositionsausbildung zurück, das sich im 20. Jahrhundert einer gewissen Beliebtheit erfreute.

## Leben
Ab 1914 studierte Schillinger am Petrograder Konservatorium bei Nikolai Tscherepnin und Jāzeps Vītols. In der Sowjetunion lehrte Schillinger 1918 bis 1922 am Konservatorium Charkiw, dirigierte dort zeitweilig das Ukrainische Sinfonieorchester und lehrte – selbst kompositorisch tätig – dann Komposition am Musikalischen Technikum Petrograd. Zugleich war er Gründer und Leiter des ersten sowjetischen Jazzorchesters und betrieb auch ethnomusikologische Studien in Georgien. Seine Musik war in der Sowjetunion hoch angesehen: Seine Symphonische Rhapsodie (Oktober) wurde 1927 vom staatlichen Komitee für Symphonische und Kammermusik zum besten Werk der ersten zehn Jahre der Sowjetunion gewählt, noch vor Werken von Schostakowitsch und Glière, und auf den offiziellen Feiern zum zehnten Jahrestag der Oktoberrevolution wurde ausschließlich Musik von ihm und Beethoven gespielt. Er schrieb in seinem Leben 33 komplette Musikwerke, von denen er aber nur acht veröffentlichte. Er veröffentlichte ein Buch zur Kompositionslehre und zahlreiche Aufsätze. Aus seinen Unterlagen zur Ausbildung stellten seine Frau und verschiedene Herausgeber postum weitere Bücher zusammen, von denen The Schillinger System of Musical Composition von 1946 das einflussreichste werden sollte.
Das Schillinger-System wird kaum noch direkt angewandt, und sein Name ist kaum mehr präsent in musikdidaktischen Debatten. Dennoch sind viele seiner Ideen und Konzepte bis heute einflussreich in der amerikanischen Musik. Schillinger legte insbesondere großen Wert auf eine mathematische Organisation der Musik. Dazu entwickelte er unter anderem ein neues System der Musiknotation. Große Teile der vorherigen Musikgeschichte, Kompositionslehre und des Instrumentenbaus verwarf er öffentlich als fehlerhafte Trial-and-Error-Versuche, die am fehlenden wissenschaftlichen Anspruch ihrer Macher gescheitert wären. Von diesen Urteilen nahm er weder berühmte Instrumentenbauer noch Komponisten wie Johann Sebastian Bach oder Ludwig van Beethoven aus. Das einflussreiche Berklee College of Music begann seine Existenz als Schillinger House of Music, als es vom Schillinger-Schüler Lawrence Berk gegründet wurde. Schillinger wandte seine Theorien auch zum Beispiel in der Malerei, Architektur, Fotografie, Mode, Design, Film und den Tanz an.
Schillinger kam 1928 in die USA und unterrichtete danach Komposition in New York City. Schillinger konnte sich schnell in der Stadt etablieren und gehörte zu den ersten Mitgliedern der New York Musicological Society, später die American Musicological Society. Zu seinen Schülern in Komposition zählten unter anderem George Gershwin, Benny Goodman, Tommy Dorsey und Glenn Miller. Gershwin unterrichtete er unter anderem, während dieser Porgy and Bess schrieb; Schillingers Einfluss auf diese Oper ist in der Musikwissenschaft hoch umstritten. Er selbst beschrieb Porgy and Bess – ebenso wie Glenn Millers Moonlight Serenade – einzig als Hausaufgaben, die sie in seinem Unterricht abliefern sollten. Den größten Teil seines Unterrichts erteilte er aber per Post quer durch die USA. Aus den Notizen und Materialien dafür entstanden später seine Bücher. Die Einnahmen aus diesem Unterricht erlaubten Schillinger ein wohlhabendes Leben in Manhattan in Sutton Place und Park Avenue.
Schillinger arbeitete daran, den Soundtrack mit dem bewegten Filmbild zu koordinieren und entwickelte zusammen mit Leon Theremin das Rhythmicon. Als Komponist schuf er unter anderem das erste westliche Werk für ein elektronisches Instrument, die 1st Airphonic Suite von 1929 für das Theremin. Schillinger lehnte die traditionellen Instrumente prinzipiell als unwissenschaftlich ab und war ein Verfechter früher elektronischer Instrumente wie Hammondorgel und Theremin.
In den späten 1920ern hatte er eine kurze Ehe mit der russischen Schauspielerin Olga, die nach zwei Jahren mit der Scheidung endete. 1936 erhielt er die amerikanische Staatsbürgerschaft. 1938 heiratete er Frances Rosenfeld Singer, Tänzerin und Model. Fünf Jahre später starb Schillinger an Krebs. Frances Schillinger verbrachte den Rest ihres Lebens bis 1998 damit, das Werk ihres Mannes zu bewahren und in die Welt zu tragen. 1945 gründeten sie und Freunde die Schillinger Society, in den folgenden Jahren veröffentlichte sie diverse Schriften ihres Mannes als Buch. Den Nachlass ihres Mannes verteilte sie über die Jahre mit einer ausgeklügelten Strategie aus Verkäufen und Geschenken an die meisten Museen in New York und andere Institutionen der angloamerikanischen Welt. Die größte zusammenhängende Sammlung befindet sich im Peabody Institute der Johns Hopkins University.

## Werke
- Kaleidophone: New Resources of Melody and Harmony. New York: M. Witmark, 1940
- The Schillinger System of Musical Composition, ed. by Arnold Shaw and Lyle Dowling, 2 vols. (New York: C. Fischer, 1946; reprint, New York: Da Capo, 1977);
- Joseph Schillinger, The Mathematical Basis of the Arts, ed. by Arnold Shaw (New York: Philosophical Library, 1948; reprint, New York: Da Capo, 1976).
- Encyclopedia of Rhythms. New York: Charles Colin, 1966
- Graph Method of Dance Notation. London: Cervera Press, 1985.